# 21989 Вернц
21989 Вернц (21989 Werntz) — астероїд головного поясу, відкритий 5 грудня 1999 року.
Тіссеранів параметр щодо Юпітера — 3,189.